# Empire Lifetime Achievement Awards
Les Lifetime Achievement Awards sont des prix qui sont décernés chaque année depuis 1996 par le magazine de cinéma britannique Empire, récompensant les carrières de personnalités du cinéma (britannique ou non). Ils ne sont plus décernés depuis 2006.
Les récompenses sont votées par les lecteurs du magazine, concernant les films sortis l'année précédant celle de la cérémonie.

## Palmarès

### Années 1990
- 1996 : Mike Leigh
- 1997 : Freddie Francis
- 1998 : Dennis Hopper
- 1999 : Bob Hoskins

### Années 2000
- 2000 : Michael Caine
- 2001 : Richard Harris
- 2002 : Christopher Lee
- 2003 : Dustin Hoffman
- 2004 : Sigourney Weaver
- 2005 : Aucune récompense
- 2006 : Tony Curtis